# Стшемпинский, Томаш
Томаш Стшемпинский (10 августа 1398, Стржемпин — 22 февраля 1460, Илжа) — польский церковный и государственный деятель, подканцлер коронный (1454—1460), епископ краковский (1455—1460).

## Биография
Представитель польского шляхетского рода Стшемпинских герба «Прус».
С 1419 года Томаш Стшемпинский учился в Краковской Академии, в 1431 году получил звание доктора канонического права, а в 1443 году — доктора богословия. В 1440—1455 годах он являлся профессором на богословском факультете, а в 1432—1433 и 1443—1444 годах занимал должность ректора Краковской Академии. В 1433 году стал каноником гнезненским, в 1436 году — каноником познанским, а в 1440 году — каноником краковским. В 1433 году он был делегатом примаса Войцеха Ястшембца на Базельском соборе, а в 1437—1455 годах был соратником примаса Викентия Кота в Гнезно. Это был единственный профессор Краковской Академии на епископском кафедре в Кракове.
25 мая 1455 года краковский капитул избрал Томаша Стшемпинского епископом краковским. 10 октября 1455 года папа римский Каликст III утвердил его избрание. Как епископ краковский стал близким соратником польского короля Казимира Ягеллончика. В 1458 году крестил королевича Казимира Святого (покровителя Польши и Литвы). Дважды проводил епархиальные соборы в 1456 и 1459 годах. Их главной темой было получение согласия духовенства на контрибуцию, предназначенную на нужды государства, вызванные войной с Тевтонским орденом, что епископу удалось добиться.
В Страдоме (район Кракова) основал госпиталь для больных священников. В завещании передал свою библиотеку отделению права Краковской Академии. Он был похоронен в Вавельском кафедральном соборе.